# Бернхард III фон Дитрихщайн
Бернхард III фон Дитрихщайн (на немски: Bernhard III von Dietrichstein;* ок. 1310, Дитрихщайн при Фелдкирхен, Каринтия; † 1373 или ок. 1376) е австрийски благородник от род Дитрихщайн в Каринтия.

## Произход
Той е син (от пет деца) на Никлас/Николаус I фон Дитрихщайн († 1327/1338) и съпругата му Инрут или Демутис (* ок. 1279). Внук е на Рудолф I фон Дитрихщайн († сл. 1297/1320). Потомък е на Рупрехт фон Дитрихщайн († 1064). Братята му са Никлас фон Дитрихщайн († сл. 1334), Дитмар фон Фьоролах († ок. 1370) и Зайфрид фон Дитрихщайн († ок. 1350).
Фамилният замък Дитрихщайн е при Фелдкирхен в Каринтия и ок. 1500 г. става дворец.
Потомците му са издигнати през 1514 г. на имперски фрайхер, 1600/1612 г. на имперски графове, 1624 г. на имперски князе и измират по мъжка линия през 1864 г. със смъртта на 10. имперски княз Мориц фон Дитрихщайн-Николсбург.

## Фамилия
Бернхард III фон Дитрихщайн се жени за Доротея фон Химелберг (* ок. 1320). Те имат един син:
- Петер фон Дитрихщайн († сл. 1394/ок. 1417), женен 1366 г. за Доротея Гос фон Рабенщайн (* ок. 1370; † сл. 1417); имат син:
  - Георг I фон Дитрихщайн († 1446), женен за Елизабет фон Хьофлинг; имат 12 деца